# العلاقات الإماراتية السويدية
العلاقات الإماراتية السويدية هي العلاقات الثنائية التي تجمع بين الإمارات العربية المتحدة والسويد.

## مقارنة بين البلدين
هذه مقارنة عامة ومرجعية للدولتين:
| وجه المقارنة                                              | الإمارات العربية المتحدة | السويد                                                                               |
| --------------------------------------------------------- | ------------------------ | ------------------------------------------------------------------------------------ |
| المساحة (كم2)                                             | 83.60 ألف                | 450.30 ألف                                                                           |
| عدد السكان (نسمة)                                         | 9.40 مليون               | 10.16 مليون                                                                          |
| الكثافة السكانية (ن./كم²)                                 | 112.44                   | 22.56                                                                                |
| العاصمة                                                   | أبو ظبي                  | ستوكهولم                                                                             |
| اللغة الرسمية                                             | اللغة العربية            | اللغة السويدية، لغات السامي، اللغة الفنلندية، منكيلي، اللغة الرومنية، اللغة اليديشية |
| العملة                                                    | درهم إماراتي             | كرونة سويدية                                                                         |
| الناتج المحلي الإجمالي (بليون دولار)                      | 382.58 مليار             | 538.04 مليار                                                                         |
| الناتج المحلي الإجمالي (تعادل القوة الشرائية) بليون دولار | 640.72 مليار             | 469.01 مليار                                                                         |
| الناتج المحلي الإجمالي الاسمي للفرد دولار أمريكي          | 40.44 ألف                | 50.58 ألف                                                                            |
| الناتج المحلي الإجمالي للفرد دولار أمريكي                 | 67.67 ألف                | 45.30 ألف                                                                            |
| مؤشر التنمية البشرية                                      | 0.835                    | 0.907                                                                                |
| رمز المكالمات الدولي                                      | +971                     | +46                                                                                  |
| رمز الإنترنت                                              | .ae، .امارات             | .se                                                                                  |
| المنطقة الزمنية                                           | ت ع م+04:00              | توقيت وسط أوروبا، ت ع م+01:00، ت ع م+02:00، أوروبا/ستوكهولم ‏                         |

## منظمات دولية مشتركة
يشترك البلدان في عضوية مجموعة من المنظمات الدولية، منها:
| علم المنظمة | اسم المنظمة                               | تاريخ انضمام الإمارات العربية المتحدة | تاريخ انضمام السويد |
| ----------- | ----------------------------------------- | ------------------------------------- | ------------------- |
|             | مؤسسة التنمية الدولية                     | 23 ديسمبر 1981                        | 24 سبتمبر 1960      |
|             | يونسكو                                    | 20 أبريل 1972                         | 23 يناير 1950       |
|             | وكالة ضمان الاستثمار متعدد الأطراف        | 20 أكتوبر 1993                        | 12 أبريل 1988       |
|             | الأمم المتحدة                             | 9 ديسمبر 1971                         | 19 نوفمبر 1946      |
|             | الفريق المعني برصد الأرض                  | ?                                     | ?                   |
|             | الاتحاد البريدي العالمي                   | ?                                     | ?                   |
|             | البنك الدولي للإنشاء والتعمير             | 22 سبتمبر 1972                        | 31 أغسطس 1951       |
|             | المنظمة الهيدروغرافية الدولية             | ?                                     | ?                   |
|             | الاتحاد الدولي للاتصالات                  | 27 يونيو 1972                         | 1866                |
|             | منظمة حظر الأسلحة الكيميائية              | ?                                     | ?                   |
|             | مؤسسة التمويل الدولية                     | 30 سبتمبر 1977                        | 20 يوليو 1956       |
|             | المركز الدولي لتسوية المنازعات الاستشارية | 22 يناير 1982                         | 28 يناير 1967       |
|             | منظمة التجارة العالمية                    | ?                                     | 1995                |
|             | منظمة الشرطة الجنائية الدولية             | ?                                     | ?                   |
|             | البنك الإفريقي للتنمية                    | ?                                     | ?                   |

## أعلام
هذه قائمة لبعض الشخصيات التي تربطها علاقات بالبلدين:
- بينغت روسيو (دبلوماسي ومؤلف سويدي، 14 مايو 1927 – 19 مايو 2019)
- غوران بندي (دبلوماسي سويدي، 10 يونيو 1921 – 8 أغسطس 2018)
- يان ثيسليف (6 يناير 1959 – )

## وصلات خارجية
- موقع وزارة الخارجية الإماراتية
- موقع وزارة الخارجية السويدية